# ريس دونالدسون
ريس دونالدسون (بالإنجليزية: Reece Donaldson)‏ هو لاعب كرة قدم بريطاني في مركز الدفاع، ولد في 9 يناير 1994 في إدنبرة في المملكة المتحدة. لعب مع ريث روفرز ونادي ستيرلينغشير الشرقية.

## وصلات خارجية
- ريس دونالدسون على موقع قاعدة بيانات كرة القدم.إي يو (الإنجليزية)
- ريس دونالدسون على موقع Soccerbase.com (لاعب) (الإنجليزية)
- ريس دونالدسون على موقع Soccerway.com (الإنجليزية)